# Eupatorium resinosum
Eupatorium resinosum là một loài thực vật có hoa trong họ Cúc. Loài này được Torr. ex DC. mô tả khoa học đầu tiên năm 1836.